# 대한보건협회
대한보건협회(大韓保健協會, Korean Public Health Association)는 국민보건 향상 및 사회복지 증진에 기여하기 위한 목적으로 1957년 설립된 사단법인체로 세계보건연맹(WFPHA)의 29번째 가맹국이며, 서울특별시 성북구 보문동에 주소를 두고 있다. 2024년 현재 차의과학대학교 의학전문대학원 전병율 교수가 2021년부터 제19대 회장을 맡고 있다. 제5회 아시아태평양 보건협회 총회를 유치하여 2014년 4월 10일-11일 서울에서 성공적으로 개최하였다.

## 연혁
- 1957.9.21. 대한보건협회 전신인 대한공중보건협회 창립
- 1975.4.26. 대한보건협회 재건총회
- 1975.9.5. 보건학 공개강좌를 시작하여 130회 실시
- 1975.9.12. 보건사회부(현 보건복지부)로부터 사단법인 대한보건협회로 인가
- 1975.10.30. 대한보건협회 학술지 창간호 발행
- 1975.12.5. 제1회 종합학술대회 개최
- 1977.8.31. 보건소식 창간호 방행
- 1978.2.1. 한국과학기술단체총연합회 가입
- 1978.5.11. 강원지부 결성을 시작으로 9개 지부 결성
- 1978.2.28. 회원학회 가입을 받기 시작하여 현지 12개 학회
- 1978.11.5. 세계보건연맹(WFPHA)에 29번째 회원국으로 가입
- 1979.5.10. 제13차 세계보건연맹 연차총회에서 실행이사국으로 피선
- 1979.5.18. 국제학술심포지엄 [유산균과 건강]을 개최하기 시작
- 1986.11.14. 보건대상 제정
- 1989.12.8. 한.미.일 보건학술회의 개최
- 1996.1.10. 주류 및 담배 광고 규제 모니터링 사업시작
- 1997.11.30. 대한보건협회 40년사 발간
- 1998.1.20. 국민건강증진기금 사업 시작
- 2000.3.2. [건강생활] 창간
- 2001.7.28. 대한보건협회 회관 매입
- 2002.4.7. 범국민절주운동본부 출범식 및 건강걷기대회 개최

## 조직

### 임원구성
- 회 장
- 부회장 8인(당연직 3인, 지부 및 지회 대표 1인, 회원학회 대표 1인, 전국보건대학원 대표 1인, 전국대학보건학과 대표 1인, 전국보건전문대학 대표 1인), 이사 108인, 감사 2인

### 운영위원회
- 회장단, 총무이사, 사업이사, 기획이사, 홍보이사, 교육이사, 학술이사, 재정이사, 정책이사, 정보이사, 대외협력이사, 법제이사

### 지부(14개 지부, 2개 지회)
- 서울 지부
- 인천 지부
- 경기 지부
- 대전 지부
- 충청북도 지부
- 충청남도 지부
- 전라북도 지부
- 광주전남 지부
- 강원도 지부
- 대구경북 지부
- 부산 지부
- 경남 지부
- 제주도 지부
- 미국 지부
- 경기중부 지회
- 목포 무안 신안 영암 지회

## 주요 사업

### 건전음주 교육사업
- 대한보건협회의 건전음주 교육사업은 음주관련 의식, 행동, 습관 및 문화의 바람직한 변화를 이끌어냄으로써 건강증진과 음주폐해의 예방을 위한 효과적 정책추진의 기반을 다지는데 목적을 두고 있음. 협회의 구체적 사업활동은 각종 매체와 캠페인을 통하여 전개하는 건전음주 홍보, 선별적 집단을 대상으로 직접 실시하거나 교재를 개발하는 등의 건전음주 교육 사업과 알코올정책 모니터링 사업을 실시하고 있음.

### 국민건강 가꾸기 사업

#### 보건문제에 관한 토론회
- 정기적으로는 매년 보건의 날(4월7일)전후에 개최
- 수시로 주요쟁점에 대하여 개최

#### 보건사업에 관한 실무교육 실시와 교재 개발
- 국민건강관련 현실적 과제에 대한 전문직단체로서의 역할 수행

### 학술행사

#### 보건학종합학술대회
- 25개 회원학회가 공동으로 연 1회 개최

#### 유산균과 건강에 관한 국제학술심포지엄
- 회원학회인 유산균연구회(산하학회)주관으로 1979년부터 2년마다 개최

### 학술지 발간
- 대한보건연구(Korean Public Health Research)를 연 2회 발행

### 시상사업
- 보건대상 : 1986년에 제정되었으며, 매년 학술부문과 공로부문에 각각 1 인의 수상자를 선정하여 시상함.
- 최우수 보건학논문상 : 2000년에 제정되었으며, 대한보건협회 학술지에 게재되었던 연구논문 중에서 선정하여 시상함.

## 회원학회(25개)
- 국제보건의료학회
- 대한검역학회
- 대한금연학회
- 대한약물역학위해관리학회
- 대한예방치과학회
- 대한예방한의학회
- 대한인수공통전염병학회
- 대한임상건강증진학회
- 대한환자안전학회
- 보건의료산업학회
- 알코올과 건강행동학회
- 한국급식외식위생학회
- 한국보건간호학회
- 한국보건경제정책학회
- 한국보건교육건강증진학회
- 한국보건사회학회
- 한국보건의료기술평가학회
- 한국보건정보통계학회
- 한국예방수의학회
- 한국역학회
- 한국일차보건의료학회
- 한국유산균연구회
- 한국직무스트레스학회
- 한국학교 지역보건교육학회
- 한국환경보건학회 (www.kseh.org)